# Yahoo!きっず
Yahoo!きっずは、LINEヤフーが運営するポータルサイト。同社の運営するYahoo! JAPANの子ども向け版である。

## サービス
1997年、サービスを開始した。推奨するWebサイトの評価やカテゴリを決定する担当者であるサーファーが、子どもたちに良いと判断したコンテンツのみを使って構成している。そのため、一般のYahoo! JAPANから検索でYahoo!きっずに辿り着くことはできるが、Yahoo!きっずから検索でYahoo! JAPAN には辿り着けない仕様になっていた。図鑑や学習ページ、後述するゲームやクイズなどのエンターテイメントを抑え、検索機能が最も多く利用されている。　
検索以外のコンテンツとして、子ども用のブラウザゲームも公開されている。公開された主なゲーム作品には『くまのプーさんのホームランダービー!』があり、電子掲示板の2ちゃんねるで話題を呼んだ。このほかに「Yahoo!きっず環境」や「Yahoo!きっず防災クイズ」など多彩なコンテンツがある。過去に提供していた外部コンテンツには日能研の「シカクいアタマをマルくする」や、NHKの『学校デジタルライブラリー』などがある。
「きっずガイド」ではクイズやアニメーションを通してネチケットを学ぶことができる。大人向けには子どもへの指導方法を指示した説明書が提供されている。
表示される漢字には適宜読み仮名が振られている。読み仮名は約50万語の辞書データに基づいており、対象の学年を指定することで読み仮名を振る漢字のレベルを学習指導要領に併せて変更できる。

## 利用
2004年時点で、小学校における情報教育で扱われる検索用ポータルサイトの中ではキッズgooと並んで多く使用されていた。2007年2月1日に発表された調査でも、小中学生がゲームサイトに次いで最も利用するサイトとしてポータルサイトが挙げられ、その代表格としてキッズgooと共に扱われている。利用者数は夏休み期間に増える傾向にあり、2005年8月の月間利用者数は238万人に達した。2008年12月時点では毎月の利用者数は500万人を超えるとされる。
子ども向けタブレット端末などではYahoo!きっずが利用可能なアプリケーションに含まれていたり、あるいは子ども用アカウントのデフォルトとして設定されていたりする場合がある。

## 歴史

### 1990年代
1997年11月4日に開設。当時のトップカテゴリは「世界と社会」「アート」「ゲームとコンピュータ」など8つであった。

### 2000年代
検索上位をゲームが占めていたことからヤフーはゲームの需要が高いと判断し、2003年4月24日にオセロと囲碁と将棋をリリースした。いずれもチャット機能は省かれていた。
2004年11月、アストロアーツによる動植物1000種以上のデータを収録した「きっず図鑑」を公開。12月にはサイトの大幅リニューアルを行い、「今日のラッキー星座」「今日のワクワク!」「きっず投票」「きっずペーパークラフト」などのコーナーが登場した。また当Webサイトのキャラクターが登場したのもこのリニューアル時である。
2007年7月の調査ではYahoo!きっずのユーザー間でオンラインゲームやチャットに対する需要が高まっていることが判明した。それを受けてヤフーはYahoo!きっずのみで使用できるIDを用いた『ポケモンガーデン』を公開した。11年19日、オリジナルの年賀状やクリスマスカードなどを作成できる「きっずポストカード」を公開。同年12月3日、それまで携帯電話のキャリアではSoftBank 3Gにのみ対応していたが、全キャリア対応に拡張された。携帯電話の利用に関して安全ガイドも公開された。
2008年4月には児童が環境について学習できる「Yahoo!きっず環境」が開設された。環境に関連した解説やニュースのほか、ゲーム『エコエゴ』や4コマ漫画『天才? Dr.ハマックス』『エコネコ』、クイズなどが公開された。同年6月に再度リニューアル。背景色や地域など設定のカスタマイズが可能になったほか、検索専用のページが登場し、マウスで入力するソフトキーボードが設置された。キーワードのサジェスト機能も強化された。8月にテレビ東京系列『ファイテンション☆テレビ』とタイアップし、番組の塗り絵のダウンロードやFlashゲーム、質問コーナーなどが公開された。また、番組内コンテンツとしてYahoo!きっずのキャラクターのアニメーションが製作された。
2009年8月20日、「きっず検定」と「きっずプロフィール」の機能が追加された。ただし、他ユーザーのプロフィールの検索やメッセージの送信は不可能であった。

### 2010年代
2013年4月16日から、ページを保存できる「イイ!」ボタン機能が追加された。
かつてはiOSアプリもリリースされていたが、2014年12月17日にブラウザ版を残してサービスを終了した。なおこの発表を受けてYahoo!きっず自体のサービス終了と誤解した反応がネットユーザーの間で広まり、ヤフーの運営するTwitter公式アカウントが否定する声明を発表した。この際、ネットユーザーから特に終了が危惧された『くまのプーさんのホームランダービー!』も言及された。
2016年11月、東京都で日本の子ども向けポータルサイト3社による会合が開催された。Yahoo!きっずの他にはキッズgooとキッズ@nifty（現：ニフティキッズ）が登壇した。同年12月2日には複数の小学生新聞によるニュースの配信を開始。同時に『妖怪ウォッチ』と連携したサービスを終了した。2017年4月20日には「ドリル」のサービスを終了し、「プログラミング」と「情報」が追加された。

### 2020年代
2020年10月8日には画像検索機能が追加された。作品名などを検索すると二次創作やファンアートは表示されず、公式Webサイトに掲載されている画像のみが表示される。このように子ども用のフィルタリングが設定された画像検索機能がポータルサイトに導入されたのは、ヤフーによると日本初のことである。また同年12月末のAdobe Flashのサービス終了に伴い、Flashゲームの公開は同年12月26日に終了した。
2021年3月11日、東日本大震災から10年が過ぎ、当時を知らない子どもが増えていることを受け、「ちょボットの防災道場～地しん・つなみの巻～」を公開。防災の重要性を伝える内容となっている。

## キャラクター
Yahoo!きっずのマスコットキャラクターとして、ちょボット、ピョコたん、スナギモさんがいる。これらキャラクターはサンリオとの共同開発で製作された。着ぐるみがイベントに登場することもある。